# Moonshiners: la febbre dell'alcol
Moonshiners: la febbre dell'alcol (Moonshiners) è un programma televisivo di Discovery Channel trasmesso negli Stati Uniti d'America dal 6 dicembre 2011. In Italia è in onda su DMAX e Discovery Channel.

## Trama
I protagonisti del programma sono alcuni uomini che vivono sui Monti Appalachi e si guadagnano da vivere producendo whisky ("moonshine") illegalmente. Questa attività frutta molti soldi, ma è illegale, motivo per cui i moonshiners distillano l'alcol in mezzo alle foreste o in luoghi nascosti dove possono essere difficilmente scoperti dalla polizia o dall'A.B.C.
Spesso nel programma vengono trasmessi video di Popcorn Sutton e Barney Barnwell, due tra i moonshiners più famosi di tutti i tempi, entrambi recentemente deceduti.
Nella prima stagione viene ripreso soltanto un moonshiner, Tim Smith, che produce whisky con l'aiuto dell'amico Tickle. A partire dalla seconda stagione viene invece ripreso il lavoro di più moonshiners provenienti da stati differenti, ciascuno dei quali ha un particolare metodo di produzione e di contrabbando del distillato.

## Episodi
La prima stagione è composta da sei episodi, più uno speciale. La seconda stagione è composta da 15 episodi, di cui 3 speciali. La terza stagione è composta da 13 episodi. La quarta stagione è composta da 14 episodi. La quinta stagione è composta da 18 episodi. La sesta stagione è composta da 15 episodi
| Stagione         | Episodi | Prima TV USA | Prima TV Italia |
| ---------------- | ------- | ------------ | --------------- |
| Prima stagione   | 7       | 2011-2012    | 2012            |
| Seconda stagione | 15      | 2012-2013    | 2013-2014       |
| Terza stagione   | 13      | 2013-2014    | 2014            |
| Quarta stagione  | 14      | 2014-2015    | 2016            |
| Quinta stagione  | 18      | 2015-2016    | 2016            |
| Sesta stagione   | 15      | 2016-2017    | 2017            |